# Vermiophis taihangensis
Vermiophis taihangensis (лат.) — вид двукрылых из семейства вермилеониды.

## Описание
Длина тела имаго от 9 до 13 мм. Длина крыла от 7 до 10 мм. Личинки этого вида червеобразные, бледно-коричневые, их длина до 25 мм. Брюшко состоит из восьми сегментов, каждый из них разделён на 2—4 ложных сегмента. На каждом сегменте присутствуют двигательные подушечки, покрытые редкими очень мелкими волосками.

## Биология
Личинки селятся небольшими колониями на песчаных участках под скалами по 7—22 особей и образуют углубления, очень похожие на воронки муравьиных львов. Колонии Vermiophis taihangensis располагаются вблизи колоний муравьиных львов Euroleon coreanus, но смешанных колоний не образуют. Каждая личинка находится в своей воронке. По характеру питания являются хищниками. В период ожидания добычи личинка остается в воронке, покрытой субстратом. Тело при этом выпрямлено или свернуто в кольцо. При нападении личинка обвивается вокруг добычи.

## Распространение
Встречается в Китае.